# 합성막
합성막(合成膜, 영어: synthetic membrane)은 일반적으로 실험실이나 산업에서 분리 목적으로 사용되는 인위적으로 생성된 막이다. 인공막(人工膜, 영어: artificial membrane)이라고도 한다. 합성막은 20세기 중반부터 소규모 및 대규모 산업 공정에 성공적으로 사용되었다. 다양한 합성막이 알려져 있다.

## 같이 보기
- 막
- 생체막